# Kanton Saint-Jean-de-Monts
Kanton Saint-Jean-de-Monts (fr. Canton de Saint-Jean-de-Monts) je francouzský kanton v departementu Vendée v regionu Pays de la Loire. Tvoří ho pět obcí.

## Obce kantonu
- La Barre-de-Monts
- Notre-Dame-de-Monts
- Le Perrier
- Saint-Jean-de-Monts
- Soullans